# Honeysuckle Rose (sång)
"Honeysuckle Rose" är en amerikansk revymelodi med musik av Fats Waller och text av Andy Razaf. Den har med tiden blivit en jazzstandard.

## Historik
Sången komponerades som ett av fyra nummer av Waller och Razaf till den svarta revyn Load of Coal, producerad av bröderna Connie och George Immermann och uppförd på dessas klubb Connie's Inn i Harlem 1929. Numret tillkom i sista stund inför revyn, delvis via telefonsamtal mellan Razaf, som befann sig i Asbury Park, och Waller som satt på en bar i Harlem. Den framfördes ursprungligen som ett ensemblenummer med steppdans och gjorde inget större intryck på publiken då. Större genomslag fick den först ett antal år senare sedan den lanserats i en kortfilm med samma namn. I denna film framställdes sången dock som skriven av två vita män i fängelse, vilket föranledde en upprörd Razaf att skriva ett öppet klagobrev till Louis B. Mayer på filmbolaget MGM. Mayer svarade i tidskriften Variety med att kalla Razaf otacksam, mot vilket Razaf ställde frågan hur det skulle ha sett ut om ett nummer av Irving Berlin framställts som om det komponerats av svarta fängelsekunder.

## Inspelningar
"Honeysuckle Rose" har spelats in på skiva av ett mycket stort antal artister. Till tidiga inspelningar hör de av Dick McDonough (1929; dock inte utgiven förrän under LP-eran), McKinney's Cotton Pickers (1930), Frank Trumbauer (1931) och Fletcher Henderson (1932). Senare finns versioner av bland annat Coleman Hawkins, Herman Chittison samt Tommy och Jimmy Dorsey (samtliga 1934), Mildred Bailey (1935), Count Basie och Earl Hines (båda 1937), Django Reinhardt och Eddie South (båda 1938), Benny Goodman och Louis Jordan (båda 1939) och Nat King Cole (1940). I Sverige gjorde under denna tid studiogruppen Swing Swingers (med bland annat Gösta Redlig, Stig Holm och Thore Jederby) en inspelning för Sonora 1937.
Fats Waller själv spelade in sången första gången med sin orkester den 7 november 1934 (utgiven på Victor 24826) och återigen i en förlängd version den 9 april 1937 (Victor 36206). Den 13 maj 1941 gjorde han en pianosoloversion (Victor 20-1580). Det finns också bevarade radioupptagningar och privata inspelningar samt en kortfilm ("soundie"; se externa länkar nedan) där Waller framför numret.

## Utmärkelser
1999 erhöll Wallers inspelning från 1934 en Grammy Hall of Fame Award. 